# 短苞木槿
短苞木槿（学名：Hibiscus syriacus var. brevibracteatus）是锦葵科木槿属木槿的变种。分布在中国大陆的山东、福建、广东等地，目前尚未由人工引种栽培。